# Нікогосян Армен Володяйович
Арме́н Володя́йович Нікогося́н (псевдо «Ангел війни»; нар. 29 грудня 1965, м. Ґюмрі, Вірменія) — український нейрохірург, волонтер вірменського походження.

## Життєпис
Закінчив Єреванський державний медичний інститут (нині Єреванський державний медичний університет ім. Мхітара Гераци).
Три з половиною роки пропрацював заввідділення хірургії поліклініки при виробничих підприємствах за контрактом з «Газпромом» на півночі Росії. Жив у Сургуті, Тюмені, Салехарді.

### На Майдані
Коли в Києві розпочався Майдан, залишив роботу і повернувся додому, порушивши контракт. З того часу став волонтером. Разом із дніпропетровським медиком Віталієм Голубком пропрацював на Майдані три місяці. Спочатку приймав поранених на вул. Грушевського в «Домі книги», а після розгону штабу медичної допомоги «Беркутом» перейшов у Будинок профспілок. Після пожежі організував хірургію в приміщенні вареничної біля готелю «Козацький». Оперував на звичайних обідніх столах.

### У зоні АТО
Після стабілізації ситуації на Майдані Армена призначили головлікарем у Межигір'ї, але 1 травня 2014 року він виїхав у зону АТО, під Слов'янськ, із першим сформованим після Майдану батальйоном Національної гвардії.
|  | Дом — это там, где я сейчас, с ребятами, — говорит он, называя ребятами военных и бойцов добровольческих батальонов, которых он опекает. — Когда мне звонят и спрашивают, где я, отвечаю, что дома. И все уже понимают, что дома — значит, на передовой |

В Армена Нікогосяна є свій «фірмовий» реанімобіль, який з іншими не сплутати: через весь корпус протягнута стрічка з українською вишивкою із написом «Волонтерська медична служба». Цю машину йому купили, як мовиться, всім «фейсбуком»: на заклик «Народного тилу» люди зібрали близько 15 тисяч доларів, яких вистачило на автомобіль і медичне обладнання. Іншу подібну йому подарували — на ній в особливо гострі моменти протистоянь їздить додаткова бригада медиків.
Всередині волонтерського реанімобіля — прапорці з українською символікою. А сам Нікогосян — у жовто-голубій кепкці з гербом і національною стрічкою. Важко уявити, що з таким «спорядженням» його пропускають бойовики на ДНРівських блокпостах. Поки що Армена жодного разу не брали в полон і ні разу бойовики не перешкоджали в роботі.
На передовій із ним працює водій Ілля і медсестра Альона. Загалом за сім місяців медикам із групи Армена Нікогосяна вдалося врятувати понад 850 осіб.
Одним із найвідоміших подвигів лікаря є порятунок 1-го блокпоста в липні 2014. Після атаки терористів та блокування підходів до позицій поста він прорвався на своєму реанімобілі в саме серце бою та, завантаживши в машину 24 десантники, відвіз їх до Ізюмської лікарні.
Носить на шиї дві іконки Божої Матері: одна — від побратимів з Майдану, друга — від бійців 25-го десантного батальйону.

## Особисте життя
Живе в Києві. Одружений, виховав двох синів.

## Відзнаки
- орден «За заслуги» III ступеня[3]
- номінація на «Людину року-2014» від ЛІГАБізнесІнформ

## Присвяти
- Дядя Армен [Архівовано 27 вересня 2017 у Wayback Machine.] — вірш-присвята Арменові Нікогосяну.